# 中華民国旅券
中華民国旅券（ちゅうかみんこくりょけん、繁体字: 中華民國護照; 注音: ㄓㄨㄥ ㄏㄨㄚˊ ㄇㄧㄣˊ ㄍㄨㄛˊ ㄏㄨˋ ㄓㄠˋ）は、中華民国（台湾）が台湾地区に居住し中華民国戸籍に登録されている自国民および海外華僑に対して発給する旅券である。

## 中華民国旅券の取得要件

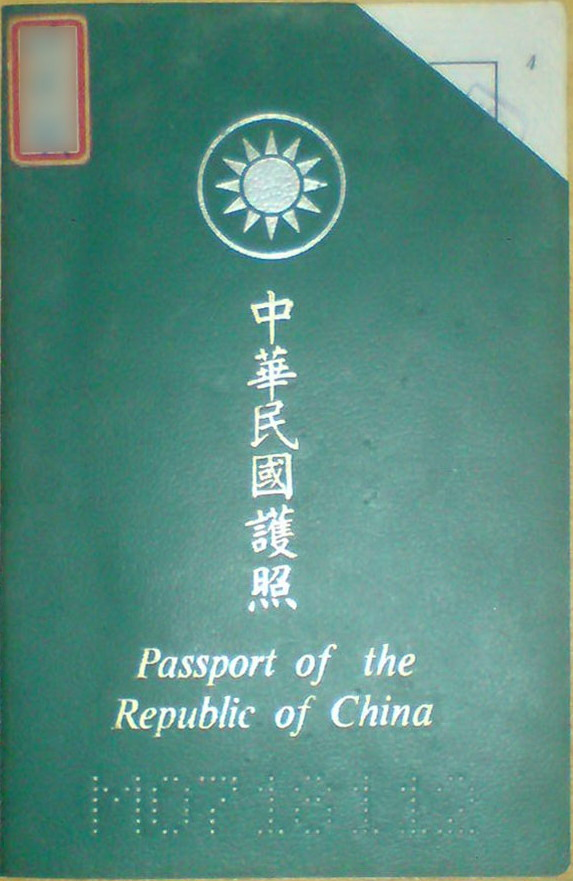
1982年に発給された中華民国旅券

1945年10月15日、中華民国は連合国軍最高司令官総司令部が発した一般命令第一号に基づき台湾に進駐し、同年10月25日の台湾光復式典によって、台湾を自国領に編入した。
1949年の国共内戦を経て、中華民国の実効統治領域は台湾地区のみとなり、中国大陸は中華民国に代わり、10月1日に中華人民共和国が統治するようになった。中華民国憲法は「中華人民共和国の存在を認めていない」ため、憲法上は、中華民国こそが「中国を代表する唯一の正統な政府（一つの中国）」となる。
中華民国の統治領域は、中華民国憲法増修条文において「自由地区」（台湾地区）と称され、それ以外の地域は大陸地区と称される。中華民国憲法は中華民国政府に対し、国内の特定地域のために、それ以外の地域に効力が及ばない法律を制定することを認めている。
台湾地区に居住し、中華民国戸籍に登録されている中華民国の国民は、中華民国旅券を取得する資格を有する。中華民国旅券が、その所持人を中華民国の国民であると示していたとしても、それをもって同人が中華民国の戸籍を有する公民であると結論づけることはできない。中華民国国籍法によれば、国籍と戸籍には関わりがないからである。さらには、中華民国旅券の所持人が、必ずしも台湾地区の永住権を保有している訳でもない。
台湾地区在住の公民に加えて、一部の海外華僑も中華民国旅券を取得する適格性を有する。その対象者は、中華民国旅券を所持する両親の元に海外で生まれた者、中国大陸および香港ならびにマカオで生まれ海外居住権を有する者、1997年以前の香港および1999年以前のマカオで旅券を取得した華人居住者、2002年以前に華人であるという事実のみに基づいて旅券を取得した者を含める。
大陸地区および香港・マカオの華人居住者は、憲法上は中華民国の国民であるため、彼らもまた特別な状況下では中華民国旅券を取得しうる。中華民国憲法が及ばない外国にて、現地の永住権を保有する者であり、かつ中華人民共和国の旅券を保有しない者に交付される。その特別な状況とは、2002年の旅券条例施行細則第十八条の規定によれば、「政治、経済、社会、教育、科学技術、文化、体育、華僑事務、宗教および人道上の特別な事情を考量」と定められている。返還前の香港とマカオに居住していた華人は海外華僑として扱われたことから、中華民国憲法の及ばない外国にて生計を確立させるという要件を満たす必要もなく、中華民国旅券を取得する資格を有した。
中華民国国籍法の定めるところによれば、2002年に修正された旅券条例施行細則の発布以前は、華僑身分証明書を取得した華人であれば台湾地区の居住歴および同地区への来訪歴の如何を問わず中華民国国籍を取得し中華民国旅券の交付を受ける要件を備えていた。
2002年の修正以降は、旅券条例施行細則第十三条に基づいて、華僑身分証明書はそれ単体では中華民国国籍を証明する文書としては認められなくなった（中華民国旅券交付申請者本人の出生証明書および父母のいずれかが中華民国国籍を有することを証明する文書の添付が必要とされる）。なお、華僑身分証明条例第三条の定めにより、中華人民共和国旅券の所持人は華僑身分証明書を取得する適格性を有さない。
中華民国旅券は、台湾地区で居住権を持つ者に対して自動的に交付されるものではない。台湾地区で中華民国戸籍に登録され中華民国旅券を持つ者のみが、台湾内での出入境管理から除外される。それ以外の中華民国旅券の所持人は、台湾への到着時に上陸査証（中国語：落地簽證; 英語：Landing Visa） を発給されるか、または入境を拒否される。台湾地区で中華民国戸籍に登録されている公民にのみ発給される中華民国国民身分証は、投票などの公民権を行使する際に用いられる。海外華僑の旅券は、台湾地区で中華民国戸籍に登録されている公民の旅券とは異なり、もっぱら各国の中華民国大使館、領事館、台北経済文化代表処など中華民国の在外機構のみが発給し、台湾地区にて発給されることはない。海外華僑の旅券には、華僑であることを示す特別な印が付される。ただし兵役に就いている者は除外される。中華民国戸籍を有する旅券の所持人には、中華民国国民身分証の統一番号（中国語：統一編號）を持つ者も含まれる。英国旅券を持つ者が、必ずしも英国の居住権を保有しているわけではないことに似ている。

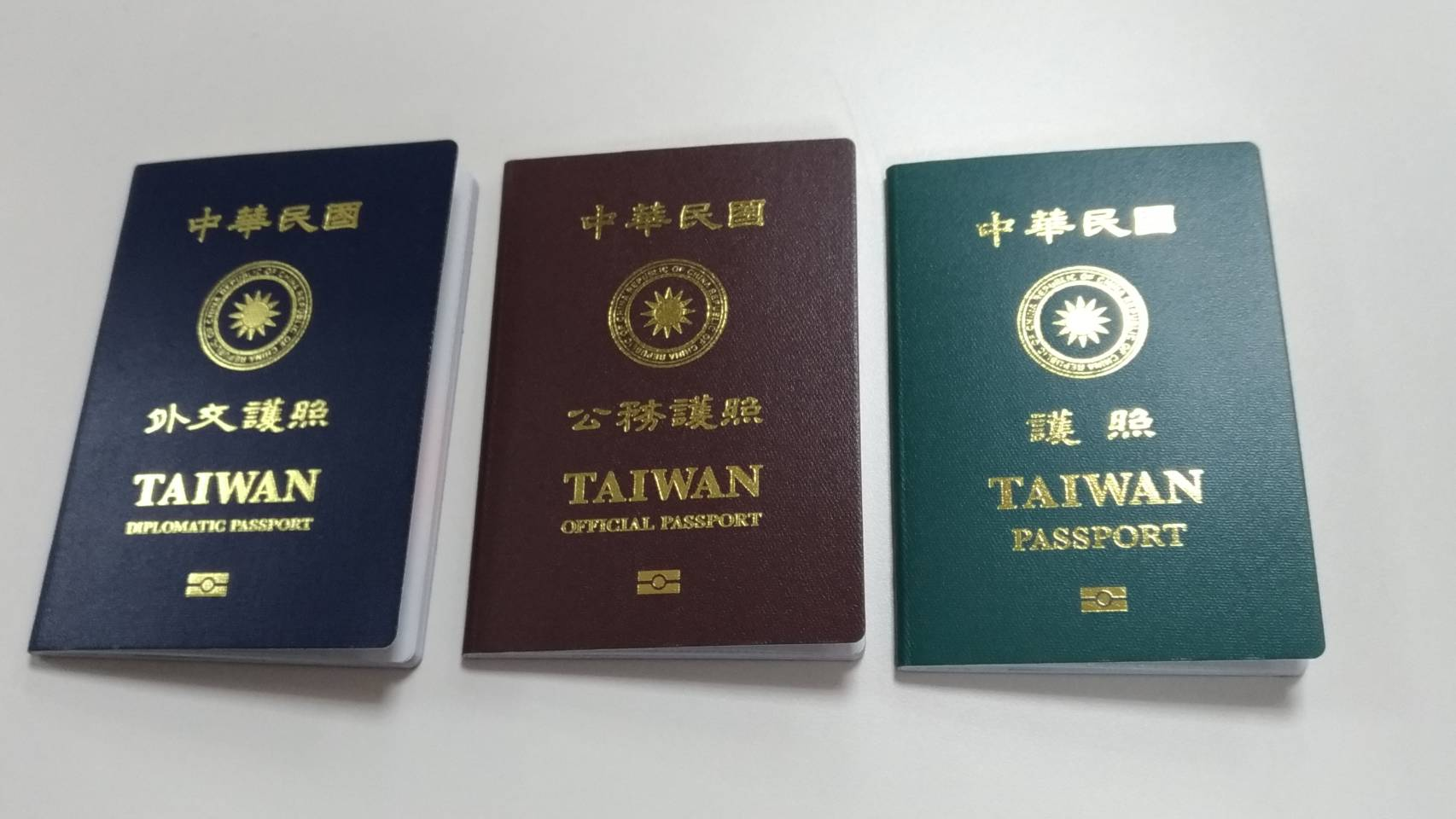
外交官用パスポート(外交護照) サービスパスポート(公務護照)

中華民国旅券の有効期限は、通常10年間であるが、14歳以下の者は5年間であり、徴兵制度で中華民国国軍未就役の男性に対しては「5年間」 (2019年4月29日から10年間)に制限されている。
現在の中華民国政府は、大陸籍と台湾籍の二重籍を認めておらず、中華人民共和国旅券を取得（大陸籍を取得）した場合、「台湾地区・大陸地区人民関係条例」（両岸条例）により、中華民国旅券は無効となり、台湾籍を喪失する。ただしこの場合も国内法上中華民国の国民としては扱われる。

## 様式

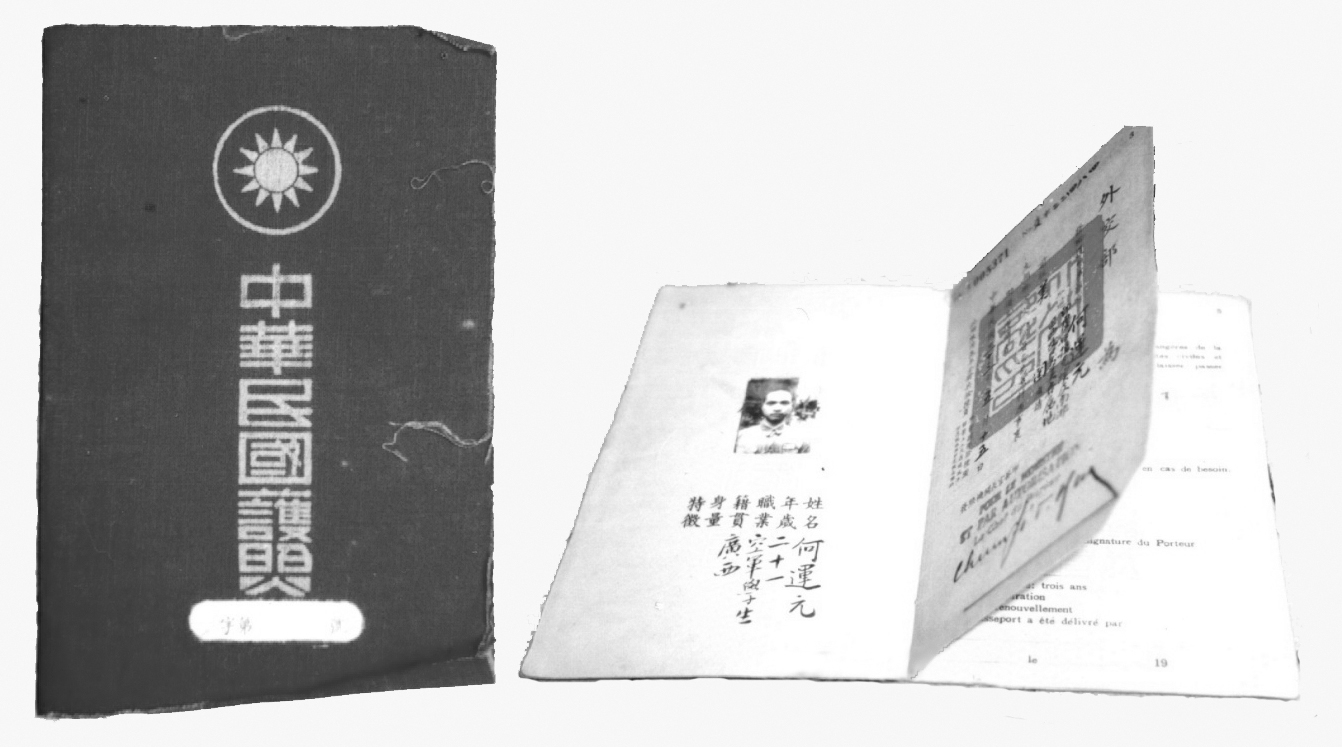
1946年に発給された中華民国旅券

普通旅券の表紙は深緑色で、箔押しがなされている。中華民国の国章と、「中華民国」および「旅券」を示す語が、中国語と英語で表紙に印刷されている。1971年10月25日のアルバニア決議を機に、中華民国は国際社会から「中国」ではなく「台湾」として認知されてきた。そのため台湾人旅行者は、中華民国旅券を見た外国の入国審査官から中華人民共和国の国民であると誤解され困難を経験する場合があった。

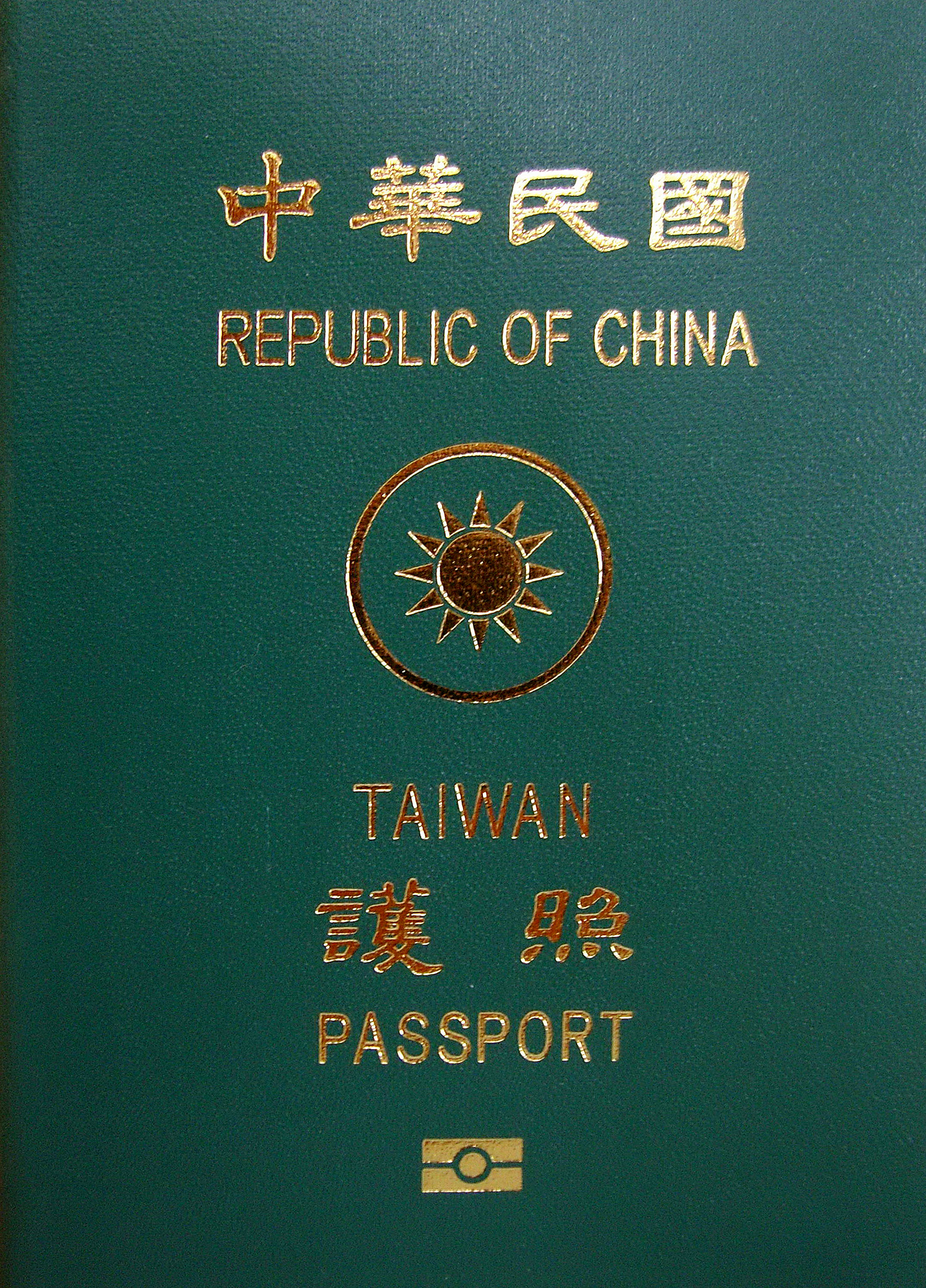
2008年から2020年まで中華民国が発給していたバイオメトリック・パスポートの表紙

2003年9月、中華民国総統陳水扁の指示により、一般大衆の支持を得て、「『中華民国』とだけ書かれた旅券は中華人民共和国の旅券と混同され不便」として、中華民国旅券の表紙に「台湾 (TAIWAN)」の語が英文にて記載されることとなった（中国語では記載されず）。
2008年11月25日、中華民国外交部は同年12月29日よりバイオメトリック・パスポートの発給を開始すると発表した。表紙の「TAIWAN」英文記載は維持される。
なお、新型コロナウイルスが台湾で流行した2020年には、「REPUBLIC OF CHINA」の語を削除すべきとの議論が提起された。その理由として、「CHINA」という単語があることから、台湾人は欧米などで勘違いされることが多く、特に最近は新型コロナの発生地から来た人として差別されることもあるためとしている。この提案について、野党の時代力量と与党・民主進歩党は賛成しているが、最大野党の中国国民党が消極的な姿勢を示しているほか、「CHINA」という単語を削除することによって、中華人民共和国政府が「台湾独立に向けた具体的な動き」として反発することが予想されるため、当時は結論は出ていなかった。しかし、立法院（国会）は7月22日に、中華民国旅券の「台湾」認知度向上を政府に求める議決を可決した。行政院（内閣）は9月2日に発表した新版旅券の表紙デザインは、現行デザインの要素とレイアウトは維持しつつ、下部の「TAIWAN」の文字がより大きく表記された。一方で、上部の「中華民国」の下に印字されていた「REPUBLIC OF CHINA」の文字は、国章を囲むように環状に小さくあしらう形に変更された。発給開始は2021年1月を予定している。

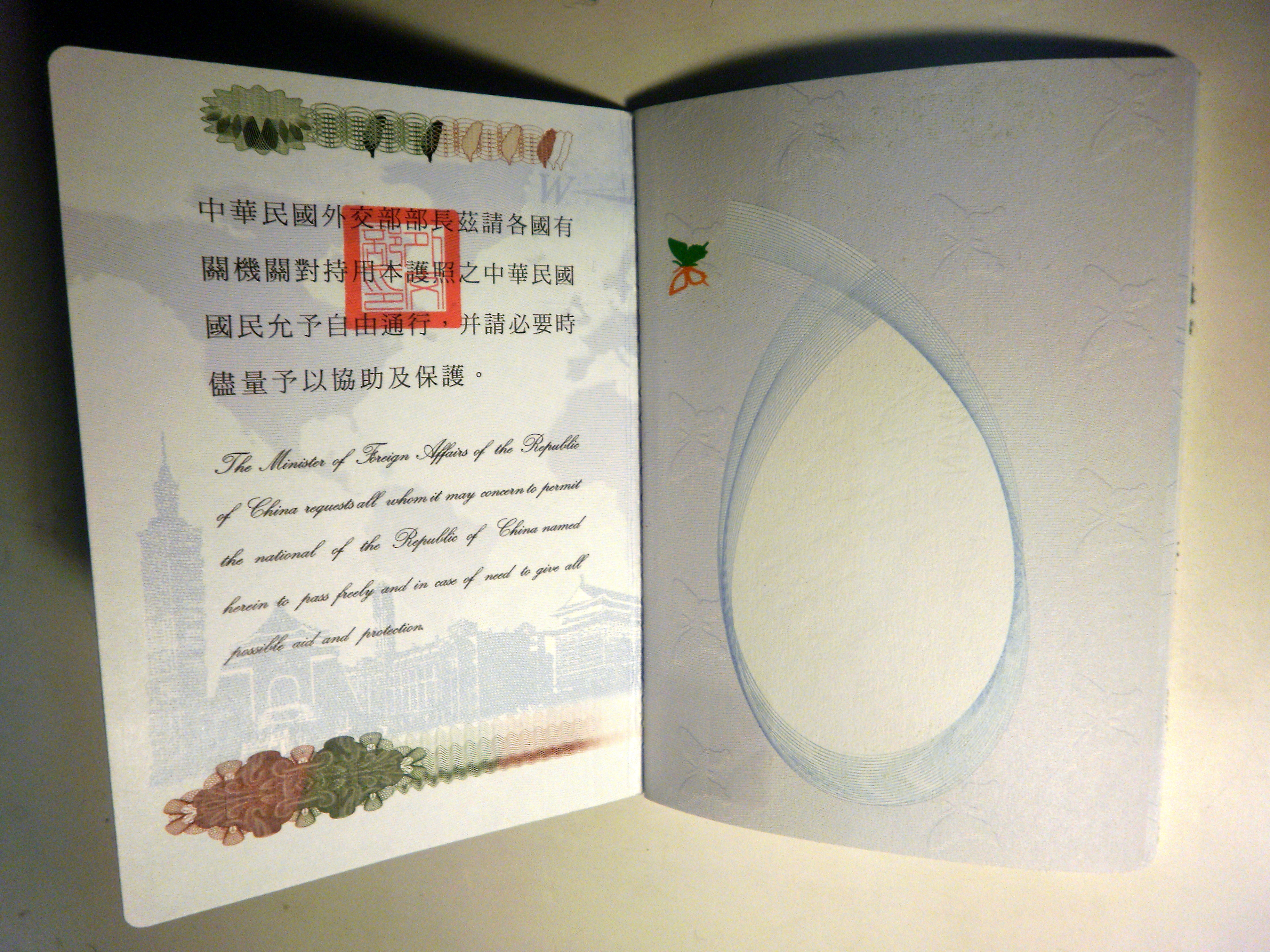
中華民国外交部部長の要請文

中華民国旅券の表紙をめくると、最初のページには以下の要請文が印刷されている。
| 「 | 中華民國外交部部長茲請各國有關機關對持用本護照之中華民國國民允予自由通行，並請必要時儘量予以協助及保護。 The Minister of Foreign Affairs of the Republic of China requests all whom it may concern to permit the national of the Republic of China named herein to pass freely and in case of need to give all possible aid and protection. | 」 |

中華民国旅券は中国語と英語で記述される。1990年代の半ばまで、中華民国旅券には省籍欄が掲載されており、本人の籍貫（父方の出身地）の省と県市が記載されていたが、台湾本土化運動の高まりを受けて本欄は削除された。しかしながら、出生地欄は今なお掲載されており、大陸地区または台湾地区のどちらで出生したとしても、その出生地の省と県市が記載される。
中華民国旅券は、ISO 3166-1にて定められた三桁の国名コードのうち、台湾を示す「TWN」で発給国を示している。なお、中華人民共和国旅券、香港特別行政区旅券、マカオ特別行政区旅券にはすべて中国を示す「CHN」が記載される。

## 戸籍のある国民の中華民国旅券規定
台湾地区に戸籍のある中華民国の国民は、以下の書類を持って、台北の領事局、高雄、花蓮、嘉義、台中の各支局で中華民国旅券を申請することができる。
- 申請書
- 国民IDカード
- 写真2枚　（幅: 35mm, 高さ: 45mm; 頭 (髪の毛の上部) までの高さ: 34.5mm; トップからの距離、髪のトップの写真の: 3mm)

処理時間は4営業日
有効期間 2000年5月21日以降、通常の中華民国旅券の有効期間は10年だが、15歳未満の申請者は5年、徴兵義務を完了していない男性は3年となる。
申請料金 2013年1月1日以降、10年中華民国旅券の申請料は1,300台湾ドル、有効期間が制限された中華民国旅券の申請料は900台湾ドルとなっている。 これに対し、中華民国旅券の製造費用は有効期間に関わらず1,361台湾ドルである。
男性には兵役が義務付けられているため、15歳から兵役を終えるまでの男性市民には旅行制限が課せられる。そのような市民に中華民国旅券が発行されると、備考欄に以下の言葉が書かれたスタンプが表示され、裏表紙に規制内容を記載したシールが貼られる。

## アメリカ合衆国への渡航
中華民国旅券におけるアメリカ合衆国のB-1（短期商用）査証 およびB-2（短期観光）査証 の発給拒否率は2006年時点では3.1%だったが、2007年時点では4.6%まで悪化している。どちらの数値も、ビザ免除プログラムが要求する10%よりも低い。
しかし、米国のB-1およびB-2査証の発給拒否率の低さは、ビザ免除プログラムへの参加資格を自動的に付与するものではない。ビザ免除プログラムへ参加を希望する国は、アメリカ合衆国国務省が別途課す諸要件を満たしていなければならない。すなわち「ビザ免除プログラムに参加するためには、希望国はさまざまな安全保障策とその他の要件を満たさねばならない。それは、ビザ免除プログラムに対応した法律の施行と、安全保障に関連したデータを米国と共有することと、無記名または紛失したか盗難された旅券については遅滞なく報告することである。ビザ免除プログラム参加国は、同時に、高度な反テロリズム、法律の施行、入国審査、安全保障基準文書の維持が求められる」である。
その後、2012年11月1日よりビザ免除プログラムの対象に、中華民国旅券所持者 を加えると発表した。

## シェンゲン圏とカナダへの渡航
欧州連合のシェンゲン圏は、2010年の初期から中期にかけて、台湾人の査証要件を撤回するであろうとされていた。2010年11月22日より、カナダへの査証免除での渡航が認められた。
2011年1月11日より、シェンゲン圏各国への査証免除での渡航が認められるようになった。

## 香港への渡航
香港特別行政区政府は、香港に入境する台湾人に対して、中華民国旅券 または台湾居民来往大陸通行証のどちらでも有効としている。中華民国旅券の場合は、旅券とは別に査証（中国語：預先簽證; 英語：Pre-arrival Visa）が必要となり押印されるが、旅券には押印されない。台湾居民来往大陸通行証の場合は、従前は有効な入境許可が正式に必要とされた。
2009年4月27日より、香港特別行政区政府商務及経済発展局は台湾居民来往大陸通行証の所持人に対して、30日間を上限とした査証免除入境を認可することとなり、入境許可は必要とされなくなった。
また、押印は台湾居民来往大陸通行証に直接なされる。

## マカオへの渡航
マカオ特別行政区の場合、マカオの統治がポルトガルから中華人民共和国へと移行してもなお、マカオ当局は中華民国旅券を有効な旅行文書であると取り扱ってきたが、入境審査官は中華民国旅券に直接押印するわけではなかった。その代わり、マカオ当局は出入境カードに入境を押印し、出境時には出入境カードに出境を押印して、出入境カードを回収する。マカオ当局は中華民国旅券の所持人に対して、マカオへの30日間の査証免除による滞在を許可している。
2017年4月10日より、台湾居民来往大陸通行証での30日間の査証免除による滞在が可能になった。

## 利用の制約
中華民国を国家承認している国は2022年7月現在、14ヶ国のみである。他方、承認しない多くの国々でも渡航文書として取り扱われているが、旅券面への直接の押印を避けている国々もある。それらの国々では別紙に査証を発給し、入国と出国の記録はその別紙の査証に押印される。華僑の旅券は、台湾地区で中華民国戸籍に登録されている公民の旅券とは異なり、中華民国国民身分証の統一番号を持たないため、一部国家への査証免除での渡航ができない。

### その他の国への渡航

#### マレーシア
マレーシア政府は、中華人民共和国旅券にマレーシア査証を直接発給し押印すると定めたことにより、中華民国旅券に対しては2009年3月から別紙査証の発給方式を採用した。

#### ジョージア
ジョージアへの渡航はジョージアで開催される国際会議や国際スポーツイベントなどに招待されない限り、ビザを取得するのは非常に難しく、オンライン申請のシステムが使用できない。その為、外交部はトランジットで立ち寄ることについても避けるよう勧告している。

## 大陸地区（香港、マカオ含む）への旅行
台湾・大陸地区間の移動は台湾・大陸地区両当局とも自国領域とみなしているため、台湾地区との往来は「渡航」と扱われない。
台湾人が大陸地区（中華人民共和国政府支配地域）を来往するには、中華民国旅券のほかに、台湾居民来往大陸通行証または中華人民共和国旅行証という旅行文書も取得しなければならない。
台湾居民来往大陸通行証の交付を申請する際には有効な中華民国旅券と中華民国国民身分証が必要となる、中華人民共和国旅行証の交付を申請する際には有効な中華民国旅券が必要となる。
また、大陸地区への入境時には、来往者の身分を証明するために審査官から台湾居民来往大陸通行証の提出を求められる。大陸地区の入管当局は中華民国旅券を認めず、台湾人の入境にあたって台湾居民来往大陸通行証の提示を求めている。

## 国連本部ビル
出入国手続きではないが、アメリカ合衆国ニューヨーク州ニューヨーク市にある国際連合本部ビルでは、一つの中国の原則から、入館時の身分証明書として中華民国旅券を使用することができず、その代わりとして従前は台湾居民来往大陸通行証を使用することができた。
2018年10月より、台湾居民来往大陸通行証を使用することもできなくなったため、中華民国旅券を利用して国連に入ることはできなくなった。